# Arnd Neuhaus
Arnd Neuhaus (* 26. September 1967 in Hagen) ist ein ehemaliger deutscher Basketballspieler.

## Karriere
Arnd Neuhaus begann als Jugendlicher beim TuS Breckerfeld mit dem Basketball. Nach dem Abitur 1986 wechselte er in die USA und spielte für die Duquesne University. Für die Mannschaft der Hochschule in Pittsburgh (Bundesstaat Pennsylvania) bestritt er bis 1989 76 Spiele, in denen er es auf einen Punkteschnitt von 10,1 brachte sowie 4,3 Rebounds pro Begegnung holte. Er war an der Duquesne University Mannschaftskamerad seines Landsmanns Rolf Mayr.
1986 gehörte er zur bundesdeutschen Juniorennationalmannschaft, die bei der Europameisterschaft in Österreich den vierten Platz errang, Neuhaus war im Turnierverlauf mit 10,8 Punkten je Begegnung drittbester deutscher Korbschütze hinter Henning Harnisch und Henrik Rödl. Bei der Junioren-Weltmeisterschaft in Bormio im Sommer 1987 kam Neuhaus mit der BRD ebenfalls auf den vierten Rang, er war mit 12,1 Punkten je Begegnung daran beteiligt und stand in der mannschaftsinternen Korbjägerliste somit wieder hinter Harnisch und Rödl auf dem dritten Platz. Seine Turnierbestleistung waren 20 Punkte gegen Brasilien, zum Überraschungssieg gegen die Sowjetunion (67:66) steuerte er 16 Punkte und den entscheidenden Korb bei.
Nach dem Ende seiner Hochschulzeit in den Vereinigten Staaten und der Rückkehr nach Deutschland schloss er sich Bayer 04 Leverkusen an und gewann 1990 und 1991 die deutsche Meisterschaft. Neuhaus kam insgesamt in 54 Leverkusener Bundesliga-Spielen zum Einsatz und erzielte 6,3 Punkte je Begegnung. Danach wechselte er zu Brandt Hagen, seine erfolgreichste Saison in Hagen war 1993/94, als die Hagener erst im Finale um die deutsche Meisterschaft den Leverkusenern unterlagen. Im Pokal gewann Brandt Hagen 1994 das Endspiel gegen den SSV Ulm 1846.
Von 1991 bis 1994 gehörte Neuhaus der deutschen Nationalmannschaft an und zählte in 66 Länderspielen zum Kader. Bei den Olympischen Spielen erzielte er im Spiel der deutschen Mannschaft gegen die US-Auswahl (Dream Team) vier Punkte, letztlich belegte die deutsche Mannschaft den siebten Platz. Er erzielte einen Punkteschnitt von 1,7 pro Begegnung während des olympischen Turniers. Ende 1992 nahm Neuhaus an Qualifikationsspielen zur Basketball-Europameisterschaft 1993 teil, beim Turnier selbst gehörte er nicht zum Kader. 1994 wurde Neuhaus mit der Nationalmannschaft Zwölfter bei der Weltmeisterschaft in Toronto. Neuhaus kam auf fünf Punkte je WM-Spiel, seine Höchstleistung zeigte er bei der Niederlage gegen Brasilien, als ihm neun Punkte gelangen.
Ab 1999 spielte Neuhaus in Schwelm, mit der Mannschaft gelang 2000 als Nachrücker der Aufstieg in die 2. Basketball-Bundesliga. Beruflich wurde er nach der Spielerlaufbahn als Steuerberater in Hagen tätig. Zeitweilig war er Trainer bei seinem Heimatverein TuS Breckerfeld. 2014 gewann er mit VFK Hagen den deutschen Meistertitel in der Altersklasse Ü35.